# Alternativni fotografski postupci
Alternativni fotografski postupci pojam je koji se odnosi na bilo koji netradicionalni ili nekomercijalni proces izrade fotografija. Trenutno je standardni analogni proces fotografskog tiska za crno-bijele fotografije proces sa želatinom i srebrom.  Standardni digitalni procesi uključuju pigmentni tisak i digitalne laserske ekspozicije na tradicionalnom fotografskom papiru u boji.
Alternativni procesi često se kao pojam preklapaju s povijesnim ili nesrebrnim procesima. Većina ovih procesa izumljena je prije više od 100 godina i koristili su ih rani fotografi.
Mnogi suvremeni fotografi ponovno razmatraju alternativne procese i primjenjuju nove tehnologije (digitalni negativ) i pristupe ovim  tehnikama.

## Primjeri
- Antotipija
- Kafenol postupak
- Dagerotipija
- Gumitisak i drugi postupci zasnovani na  kalijevom bikromatu i gumirabici
- Platinotipija i paladiotipija
- Pigmentni tisak i srodni postupcia
- Van Dyke postupak, cijanotipija i drugi postupci postupci zasnovani na  solima željeza
- Kolodij postupak zasnovan na ručno nanešenoj emulziji, podloga staklo  ili metal
- Rezinotipija i drugi slični postupci
- Inkodye postupak
- Uljni tisak i bromouljni tisak
- Postupci zasnovani na  solima srebra korištenim na  način drugačiji od standardnog postupka  zasnovanog na  želatini, primjer slani tisak – talbototipija
- Bilo koji postupak zasnovan na nestandardnom materijalu, uranotipija, krizotipija, kuprotipija
- Postupci koji se razlikuju od standadnog digitalnog postupka

## Vanjske poveznice
https://www.alternativephotography.com/processes/